# Spilosoma amurensis
Spilosoma amurensis är en fjärilsart som beskrevs av Brem. 1861. Spilosoma amurensis ingår i släktet Spilosoma och familjen björnspinnare. Inga underarter finns listade i Catalogue of Life.